# Северный край
Се́верный край — административно-территориальная единица на северо-западе РСФСР, существовавшая с 1 октября 1929 года по 5 декабря 1936 года.
Административный центр — город Архангельск.

## Образование края, округов и районов
В соответствии с постановлением Президиума ВЦИК «Об образовании на территории РСФСР административно-территориальных объединений краевого и областного значения» от 14 января 1929 года, было решено образовать с 1 октября 1929 года на территории РСФСР Северный край с центром в городе Архангельске путём объединения Архангельской, Вологодской и Северо-Двинской губерний и автономной области Коми (Зырян).
В развитие Постановлений Президиума ВЦИК от 14.01.1929 «Об образовании на территории РСФСР административно-территориальных объединений краевого и областного значения», и от 3.06.1929 «Об изменении территориального состава вновь образуемых краевых и областных объединений», Президиум Всероссийского центрального исполнительного комитета 15 июля 1929 года постановил утвердить разделение Северного края (за исключением входящей в него автономной Коми (Зырянской) области и островов Белого моря и Северного Ледовитого океана: Вайгач, Земля Франца Иосифа, Колгуев, Матвеев, Новая Земля и Соловецкие), на нижеследующие пять округов:
- Архангельский с центром в городе Архангельске;
- Вологодский с центром в городе Вологде;
- Ненецкий национальный с центром в селе Тельвисочное;
- Няндомский с центром в рабочем посёлке Няндома;
- Северо-Двинский с центром в Великом Устюге.

В непосредственное ведение исполнительного комитета Северного края вошли территории островов Северного Ледовитого океана: Вайгач, Земля Франца-Иосифа, Колгуев, Матвеев, Новая Земля, управлявшиеся по особому Положению ВЦИК и СНК РСФСР от 27.03.1927, и Соловецкие острова Белого моря.
В июле 1930 года деление на округа было упразднено и установлена новая административно-территориальная система: край — район — сельсовет, но национальные образования автономная область Коми (Зырян) и Ненецкий округ в крае были сохранены. К концу августа 1930 года в составе края существовали:
- Районы непосредственного краевого подчинения:
Березниковский, Великоустюгский, Вельский, Верхнетоемский, Верховажский, Вилегодский, Вожегодский, Вологодский, Вохомский, Грязовецкий, Емецкий, Каргопольский, Карпогорский, Кичменгско-Городецкий, Кокшеньгский, Коношский, Котласский, Красноборский, Кубено-Озёрский, Лальский, Леденгский, Ленский, Лешуконский, Мезенский, Никольский, Няндомский, Онежский, Опаринский, Пинежский, Плесецкий, Подосиновский, Приморский, Приозёрный, Ровдинский, Рослятинский, Свердловский, Сухонский, Сямженский, Толшменский, Тотемский, Усть-Кубинский, Устьянский, Харовский, Холмогорский, Чёбсарский, Чекуевский, Черевковский, Шенкурский и Шуйский;
- города Архангельск и Вологда;
- Автономная область Коми (Зырян) в составе:
Ижемского, Прилузского, Сторожевского, Сыктывкарского, Сысольского, Троицко-Печорского, Удорского, Усть-Усинского, Усть-Вымского, Усть-Куломского и Усть-Цилемского районов.
- Ненецкий национальный округ в составе:
Большеземельского, Канино-Тиманского и Пустозерского районов.

## Изменения
- 6 января 1931 года[3] в соответствии с постановлением Президиума ВЦИК от 20 ноября 1930 года Шуйский район был переименован в Междуреченский.
- 4 мая 1931 года Пустозерский район Ненецкого национального округа был переименован в Нижне-Печорский.
- 31 июля 1931 года были упразднены Верховажский (вошёл в состав Вельского), Кокшеньгский и Сухонский (образовали Нюксенский район), Рослятинский (вошёл в состав Леденгского), Сямженский (вошёл в Тотемский и Харовский), Толшменский (вошёл в Шуйский и Тотемский), Коношский, Красноборский, Ровдинский, и Чекуевский районы.
- 20 января 1932 года Верхне-Чагодощенский район переименован в Чагодощенский, село Чагода преобразовано в посёлок городского типа.
- 2 марта 1932 года постановлением ВЦИК Свердловский район был переименован в Соколовский, его центр, рабочий поселок Сокол, преобразован в город[4].
- 20 июня 1932 года был упразднён Вологодский район, а его территория вошла в Грязовецкий, Кубено-Озёрский, Чёбсарский районы и Пригородный район города Вологды.
- В 1932 году получили статус посёлка городского типа станция Вожега, центр Вожегодского района и село Устье, центр Усть-Кубинского района[5].
- 10 февраля 1934 года остров Вайгач и острова Баренцева моря Голец, Карпов, Корга, Матвеев, Михайловы, Песяков (Варандей) и Тунец (Тиманец), остров Местный в Карском море, а также острова Воронов и Олений в проливе Железные Ворота включены в состав Ненецкого национального округа края.
- 25 января 1935 года восстановлены упразднённые в 1931 году районы: Верховажский, Сямженский, Рослятинский, Усть-Алексеевский. Образованы: Биряковский (из части территорий Сокольского и Междуреченского районов), Лежский (из Грязовецкого района); Павинский (из части Никольского и Вохомского районов); Тарногский (из Нюксенского района)[5].
- В январе и феврале 1935 года были восстановлены упразднённые в 1931 году районы Северного края: Коношский, Красноборский, Ровдинский и образован новый Летский район в автономной области Коми (Зырян).
- В 1936 году в составе Автономной области Коми края был образован Печорский округ с центром в селении Усть-Уса в составе Усть-Усинского, Усть-Цилемского и Ижемского районов, а также Усть-Войского сельсовета Троицко-Печорского района. Также в этом году в крае появились промышленные центры Воркута, Чибью и Щугор.

После принятия 5 декабря 1936 года VIII чрезвычайным съездом Советов СССР Конституции СССР, в соответствии со статьёй 22 Конституции Северный край был упразднён, а на его территории образованы Северная область и Коми АССР.

## Население
В 1929 г. на территории края площадью 1 122,6 тыс. км² (с овами) в 23 901 населенном пункте и 1 094 городских, поселковых и сельских советах проживали 2 376,7 тыс. человек (по переписи 1926)
К 1 января 1931 года населения края составляло 2 680 300 человек. Плотность населения — 2,4 чел/км². Городское население — 330 300 чел. (12,3 %).
Национальный состав: русские — 90,7 %, коми (зыряне) — 8,2 %, прочие — 1,1 %.
Крупнейшие населённые пункты: Архангельск (128 647 жит.), Вологда (65 206 жит.), Великий Устюг (23 382 жит.), Сокол (15 092 жит.), Онега (12 475 жит.), Сыктывкар (7694 жит.).

## Руководство края/области

### Исполнительный комитет Северного краевого — областного Совета
- 1929 — 10.1931 председатель Комиссаров, Сергей Иванович
- 10.1931 — 10.1935 председатель Прядченко, Григорий Кононович
- 10.1935 — 8.1937 председатель Строганов, Василий Андреевич

### Северный краевой — областной комитет ВКП(б)
- 08.1929 — 03.1931 первый секретарь Бергавинов, Сергей Адамович
- 03.1931 — 05.02.1937 первый секретарь Иванов, Владимир Иванович
- 05.02.1937 — 09.1937 первый секретарь Конторин, Дмитрий Алексеевич

## В литературе
Упоминается в романе «Поднятая целина» как место, куда был сослан и откуда совершил побег персонаж Тимофей Рваный.